# التل القديم
التل القديم منطقة تقع في قلب بيروت بلبنان.

## نظرة عامة
تل القديمة هي واحدة من المستوطنات القديمة في بيروت في وقت مبكر. أعطت إعادة الإعمار بعد الحرب في منتصف التسعينيات لعلماء الآثار فرصة فريدة للتنقيب في التل وكشف العديد من طبقات المدينة.

## أعمال البناء
خلال العصور الفينيقية تم إنشاء اثنين من الموانئ في موقع تل الكنعانية وبالتالي توسيع الروابط التجارية في بيروت خارج البحر الأبيض المتوسط. أتاح بناء التحصينات بواسطة الميناء من قبل الأمويين الجزء الشمالي من التل لاستعادة أهميتها الاستراتيجية بعد الرومان. في وقت لاحق تحول الموقع إلى قلعة قصفها الأسطول البريطاني عام 1840. أدى تحديث المرفأ في القرن العشرين إلى بناء محطة سكة حديد في موقع القلعة المهدمة. فشلت خطط من 1930م لربط ساحة الشهداء إلى رصيف الميناء الرئيسي. تم بناء دور السينما والمحلات والمكاتب بدلاً من ذلك على موقع التل. أدت الحفريات الأثرية في منتصف التسعينيات واستكشاف طبقات التل العديدة إلى اكتشافات مهمة غيرت التصميم الحضري للمنطقة.

## التاريخ
الطبقات الأثرية العديدة تشهد على تاريخ بيروت القديمة حيث تم اتباع قرون من البناء من قبل فترات الاضمحلال. حوالي عام 2500 قبل الميلاد كانت بروتة كنعانية بلدة صغيرة تطل على الخليج الطبيعي حيث لجأت السفن إلى المأوى. تم تداول البضائع المحلية والأجنبية في حين كانت تجدد السفن إمداداتها. خلال العصر الفينيقي أنشأ في بيروتة اثنين من الموانئ والروابط التجارية الموسعة في جميع أنحاء البحر المتوسط وخارجها. فبيريتوس الرومانية تم نقل المركز المقدس والإداري من التل إلى أسفل حيث وسط بيروت اليوم. في وقت لاحق في الفترة الأموية استعاد الجزء الشمالي من التل أهمية إستراتيجية ببناء التحصينات المطلة على الميناء. هذا الحصن الذي تم توسيعه كقلعة في الفترة الصليبية التي كانت تحارب في المنطقة منذ قرون. في عام 1840 تم قصفها بشدة من قبل الأسطول البريطاني ونتيجة لذلك فقدت أهميتها الاستراتيجية. حوالي عام 1900 أثناء تحديث الميناء استبدل بناء محطة السكك الحديدية أنقاض برج القلعة. تم بناء سوق مسقوف فوق الجزء الجنوبي من المنطقة. خلال ثلاثينيات القرن العشرين تم التخطيط لبوابة ضخمة ودرج كبير لربط ميدان الشهداء بممر الرصيف الرئيسي للميناء. عندما فشل تنفيذ هذه الخطة تم بناء دور السينما والمستودعات والمكاتب بدلاً من ذلك مما أدى إلى تدمير جزء كبير من برنامج التل. أعطت إعادة الإعمار بعد الحرب في منتصف التسعينيات لعلماء الآثار الفرصة للتحقيق في طبقات التل الكثيرة. الأهمية التاريخية لاكتشافاتهم أدت إلى تغييرات كبيرة في التصميم الحضري للمنطقة.

## الجدول الزمني
2500 ق.م.: كانت بروتة مدينة كنعانية تجارية صغيرة حيث كانت ملجأ للسفن.
العصر الفينيقي: إنشاء مرفأين يوسعان الروابط التجارية لبيروتا إلى ما وراء البحر المتوسط.
العصر الروماني: نقل مركز بيريتوسالمقدس والإداري من التل إلى وسط المدينة على الساحل.
الفترة الأموية: استعاد الجزء الشمالي من التل أهمية إستراتيجية مع بناء التحصينات من قبل الميناء.
الفترة الصليبية: توسيع الحصن إلى قلعة.
1840: تم قصف القلعة من قبل الأسطول البريطاني وفقدت أهميتها الاستراتيجية.
1900: أدى تحديث الميناء إلى بناء محطة للسكك الحديدية في موقع القلعة المهدمة.
1930: فشلت خطط لربط ميدان الشهداء مع رصيف الميناء الرئيسي في هاربور. تم بناء دور السينما والمحلات والمكاتب بدلاً من ذلك على موقع التل.
منتصف التسعينيات: أدت الحفريات الأثرية والتحقيق في طبقات التل العديدة إلى اكتشافات مهمة غيرت التصميم الحضري للمنطقة.